# Legado de cenizas
Legado de cenizas: Historia de la CIA (título original en inglés: Legacy of Ashes: The History of the CIA) es un libro de no ficción sobre la historia de la CIA, escrito por el periodista estadounidense Tim Weiner, ganador del Premio Pulitzer por sus trabajos periodísticos sobre los servicios secretos estadounidenses.
El libro fue redactado a partir de cincuenta mil documentos desclasificados y cientos de entrevistas a exagentes y políticos. Legado de cenizas reconstruye la trayectoria de la CIA desde su fundación tras la Segunda Guerra Mundial, como organización heredera de la OSS, hasta la posguerra iraquí. Legado de cenizas ganó el National Book Award, fue considerado el mejor libro de historia de 2007 por el diario Los Angeles Times y fue finalista del National Book Critics Circle Award.